# Tadeusz Haręza
Tadeusz Haręza (ur. 14 czerwca 1951) – polski motorowodniak reprezentujący barwy klubu MKS „Team Haręza” Żnin. Startował z numerem 78.
Jest rolnikiem, który zaczął pasjonować się sportami motorowodnymi po obejrzeniu programu na ten temat. Pierwszy start: 1985, Żnin.
Jest czterokrotnym mistrzem świata: trzy razy stawał na najwyższym stopniu podium w klasie 0-700 (1995, 1997, 1998) i raz w klasie 0-500 (1996). Jest trzykrotnym mistrzem Europy w klasie O-700 (1994, 1997, 2002).
Jest wicemistrzem świata w klasie 0-700 (2005). Jest dwukrotnym wicemistrzem Europy w klasie 0-500 (1992, 1997) i wicemistrzem Europy w klasie 0-700 (2001). Cztery razy zdobywał brązowe medale mistrzostw świata: dwa razy w klasie 0-700 (1993, 2002) i dwa razy w klasie 0-500 (1998, 2006). Jest trzykrotnym brązowym medalistą mistrzostw Europy: dwa razy stawał na najniższym stopniu podium w klasie 0-700 (2002, 2006) i raz w klasie 0-500 (2006).

W 1992 roku w klasie O-500 zdobył Puchar Świata. W 1994 roku zdobył Grand Prix Europy w klasie O-500. Cztery razy zdobywał Grand Prix Polski (1992-1995). Jest 15-krotnym mistrzem Polski w trzech klasach oraz jednokrotnym międzynarodowym mistrzem Niemiec w klasie O-500 (1994). Osiągnięcia 
Osiągnięcia
| Osiągnięcia międzynarodowe          |       |                           |
| Mistrz Świata                       | O-700 | 1998, Rogoźno (POL)       |
| Mistrz Świata                       | O-700 | 1997, Cypres Garden (USA) |
| Mistrz Świata                       | O-500 | 1996, Auronzo (ITA)       |
| Mistrz Świata                       | O-700 | 1995, Grein (AUT)         |
| Mistrz Europy                       | O-700 | 2002, Podolsky Most (CZE) |
| Mistrz Europy                       | O-700 | 1997, Grein (AUT)         |
| Mistrz Europy                       | O-700 | 1994, Maribor (SLO)       |
| Wicemistrz Europy                   | O-500 | 2012, Myślibórz (POL)     |
| Wicemistrz Europy                   | O-500 | 2008, Śrem (POL)          |
| Wicemistrz Europy                   | O-700 | 2001, Brodenbach (GER)    |
| Wicemistrz Europy                   | F-500 | 1997, 6 eliminacji        |
| Wicemistrz Europy                   | F-500 | 1992, 5 eliminacji        |
| Brązowy medalista Mistrzostw Świata | O-700 | 2009, Śrem (POL)          |
| Brązowy medalista Mistrzostw Świata | O-700 | 2002, Janikowo (POL)      |
| Brązowy medalista Mistrzostw Świata | O-500 | 1998, Nora (SWE)          |
| Brązowy medalista Mistrzostw Świata | O-700 | 1993, Grein (AUT)         |
| Brązowy medalista Mistrzostw Europy | O-700 | 2006, Śrem (POL)          |
| Brązowy medalista Mistrzostw Europy | O-500 | 2006, Tallin (EST)        |
| Brązowy medalista Mistrzostw Europy | O-700 | 2000, Ercsi (HUN)         |
| Osiągnięcia krajowe                 |       |                           |
| Wielokrotny Mistrz Polski           | O-500 | 1985-2003, 4 eliminacje   |
| Mistrz Polski                       | O-700 | 2007, 4 eliminacje        |
| Wicemistrz Polski                   | O-500 | 1998, 4 eliminacje        |
| Wicemistrz Polski                   | O-700 | 2005, 4 eliminacje        |
| Inne osiągnięcia                    |       |                           |
| 1. miejsce w Pucharze Świata        | O-500 | 1992, Szeged (HUN)        |
| 1. miejsce w Grand Prix Europy      | O-500 | 1994, Berlin (GER)        |
| 1. miejsce w Grand Prix Polski      | O-500 | 1995, Żnin (POL)          |
| 1. miejsce w Grand Prix Polski      | O-500 | 1994, Żnin (POL)          |
| 1. miejsce w Grand Prix Polski      | O-500 | 1993, Żnin (POL)          |
| 1. miejsce w Grand Prix Polski      | O-500 | 1992, Żnin (POL)          |

W 1998 roku Piotr Najsztub wyreżyserował poświęcony mu film biograficzny Żywioł Haręza. W 2000 roku został odznaczony Krzyżem Kawalerskim Orderu Odrodzenia Polski.